# 1472

## Události
- V Bologni vydány první tištěné notové zápisy.
- Vznik arcibiskupství v St. Andrews (Skotsko).

### Probíhající události
- 1455–1487 – Války růží
- 1467–1477 – Válka Ónin
- 1468–1478 – Česko-uherské války

## Narození
- 15. února – Piero de Medici, florentský vládce († 28. prosince 1503)
- 5. dubna – Bianca Marie Sforza, manželka císaře Maxmiliána I. († 31. prosince 1510)
- 28. března – Fra Bartolomeo, italský malíř († 6. října 1517)
- 4. října – Lucas Cranach starší, německý renesanční malíř († 16. října 1553)
- 7. října – Michelozzo, italský architekt a sochař (* 1396)
- 31. října – Wang Jang-ming, čínský filosof a státník († 9. ledna 1529)
- ? – Peter Breuer, pozdně gotický saský sochař a řezbář († 12. září 1541)

## Úmrtí
- 9. ledna – Hans Pleydenwurff, německý gotický malíř (* cca 1420)
- 27. března – Janus Pannonius, uherský chorvatský humanista, latinsky píšící renesanční básník, diplomat a biskup (* 1434)
- 30. března – Amadeus IX. Savojský, savojský vévoda a blahoslavený (* 1435)
- 11. dubna – Prokop z Rabštejna, český šlechtic a nejvyšší kancléř (* 1420?)
- 25. dubna – Leon Battista Alberti, italský architekt a teoretik architektury období renesance (* 14. února 1404)
- 8. listopadu – Jan II. z Rožmberka, česky šlechtic (* asi 1430)
- ? – Sü Jou-čen, politik, kaligraf a spisovatel mingské Číny (* 1407)

## Hlavy států
- České království – Vladislav Jagellonský – Matyáš Korvín
- Svatá říše římská – Fridrich III.
- Papež – Sixtus IV.
- Anglické království – Eduard IV. – Jindřich VI.
- Dánsko – Kristián I. Dánský
- Francouzské království – Ludvík XI.
- Polské království – Kazimír IV. Jagellonský
- Uherské království – Matyáš Korvín
- Litevské knížectví – Kazimír IV. Jagellonský
- Chorvatské království – Matyáš Korvín
- Norsko – Kristián I. Dánský
- Portugalsko – Alfons V.
- Švédsko – regent Sten Sture
- Rusko – Ivan III. Vasiljevič